# Houécourt
Houécourt est une commune française située dans le département des Vosges, en région Grand Est.

## Géographie

### Sismicité
Commune située dans une zone 1 de sismicité très faible.

### Hydrographie et les eaux souterraines
Hydrogéologie et climatologie : Système d’information pour la gestion des eaux souterraines du bassin Rhin-Meuse :
Territoire communal : Occupation du sol (Corinne Land Cover); Cours d'eau (BD Carthage),
Géologie : Carte géologique; Coupes géologiques et techniques,
 Hydrogéologie : Masses d'eau souterraine; BD Lisa; Cartes piézométriques.
La commune est située dans le bassin versant de la Meuse au sein du bassin Rhin-Meuse. Elle est drainée par le Vair, le ruisseau de Rainvau et le ruisseau du Bois Jacquet,.
Le Vair, d'une longueur totale de 65,3 km, prend sa source dans la commune de Dombrot-le-Sec et se jette dans la Meuse à Maxey-sur-Meuse, en limite avec Greux, après avoir traversé 23 communes.

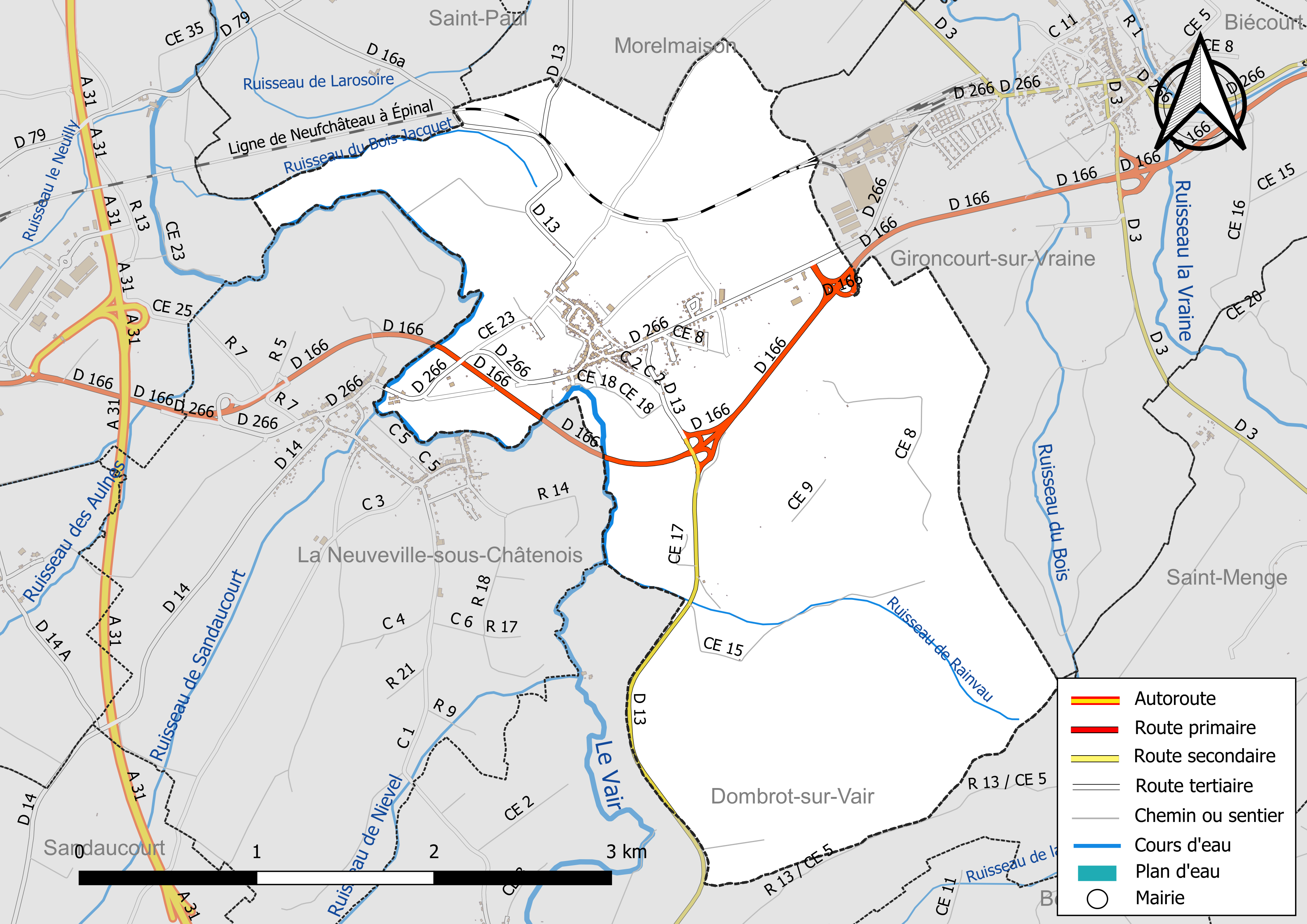
Réseaux hydrographique et routier d'Houécourt.

La qualité des eaux de baignade et des cours d’eau peut être consultée sur un site dédié géré par les agences de l’eau et l’Agence française pour la biodiversité.

### Climat
Pour des articles plus généraux, voir Climat du Grand Est et Climat des Vosges.
En 2010, le climat de la commune est de type climat des marges montargnardes, selon une étude du Centre national de la recherche scientifique s'appuyant sur une série de données couvrant la période 1971-2000. En 2020, Météo-France publie une typologie des climats de la France métropolitaine dans laquelle la commune est exposée à un climat océanique altéré et est dans la région climatique  Lorraine, plateau de Langres, Morvan, caractérisée par un hiver rude (1,5 °C), des vents modérés et des brouillards fréquents en automne et hiver. 
Pour la période 1971-2000, la température annuelle moyenne est de 9,5 °C, avec une amplitude thermique annuelle de 16,8 °C. Le cumul annuel moyen de précipitations est de 958 mm, avec 12,7 jours de précipitations en janvier et 9,4 jours en juillet. Pour la période 1991-2020, la température moyenne annuelle observée sur la station météorologique de Météo-France la plus proche, « Rollainville », sur la commune de Rollainville à 13 km à vol d'oiseau, est de 10,3 °C et le cumul annuel moyen de précipitations est de 860,3 mm. 
La température maximale relevée sur cette station est de 39,6 °C, atteinte le 25 juillet 2019 ; la température minimale est de −18,2 °C, atteinte le 20 décembre 2009,,. 
Les paramètres climatiques de la commune ont été estimés pour le milieu du siècle (2041-2070) selon différents scénarios d'émission de gaz à effet de serre à partir des nouvelles projections climatiques de référence DRIAS-2020. Ils sont consultables sur un site dédié publié par Météo-France en novembre 2022.

## Urbanisme

### Typologie
Au 1er janvier 2024, Houécourt est catégorisée commune rurale à habitat dispersé, selon la nouvelle grille communale de densité à sept niveaux définie par l'Insee en 2022.
Elle est située hors unité urbaine et hors attraction des villes,.

### Occupation des sols
L'occupation des sols de la commune, telle qu'elle ressort de la base de données européenne d’occupation biophysique des sols Corine Land Cover (CLC), est marquée par l'importance des territoires agricoles (56,2 % en 2018), en diminution par rapport à 1990 (57,5 %). La répartition détaillée en 2018 est la suivante : 
prairies (41,3 %), forêts (38,2 %), terres arables (14,9 %), zones urbanisées (4,3 %), zones industrielles ou commerciales et réseaux de communication (1,2 %). L'évolution de l’occupation des sols de la commune et de ses infrastructures peut être observée sur les différentes représentations cartographiques du territoire : la carte de Cassini (XVIIIe siècle), la carte d'état-major (1820-1866) et les cartes ou photos aériennes de l'IGN pour la période actuelle (1950 à aujourd'hui).

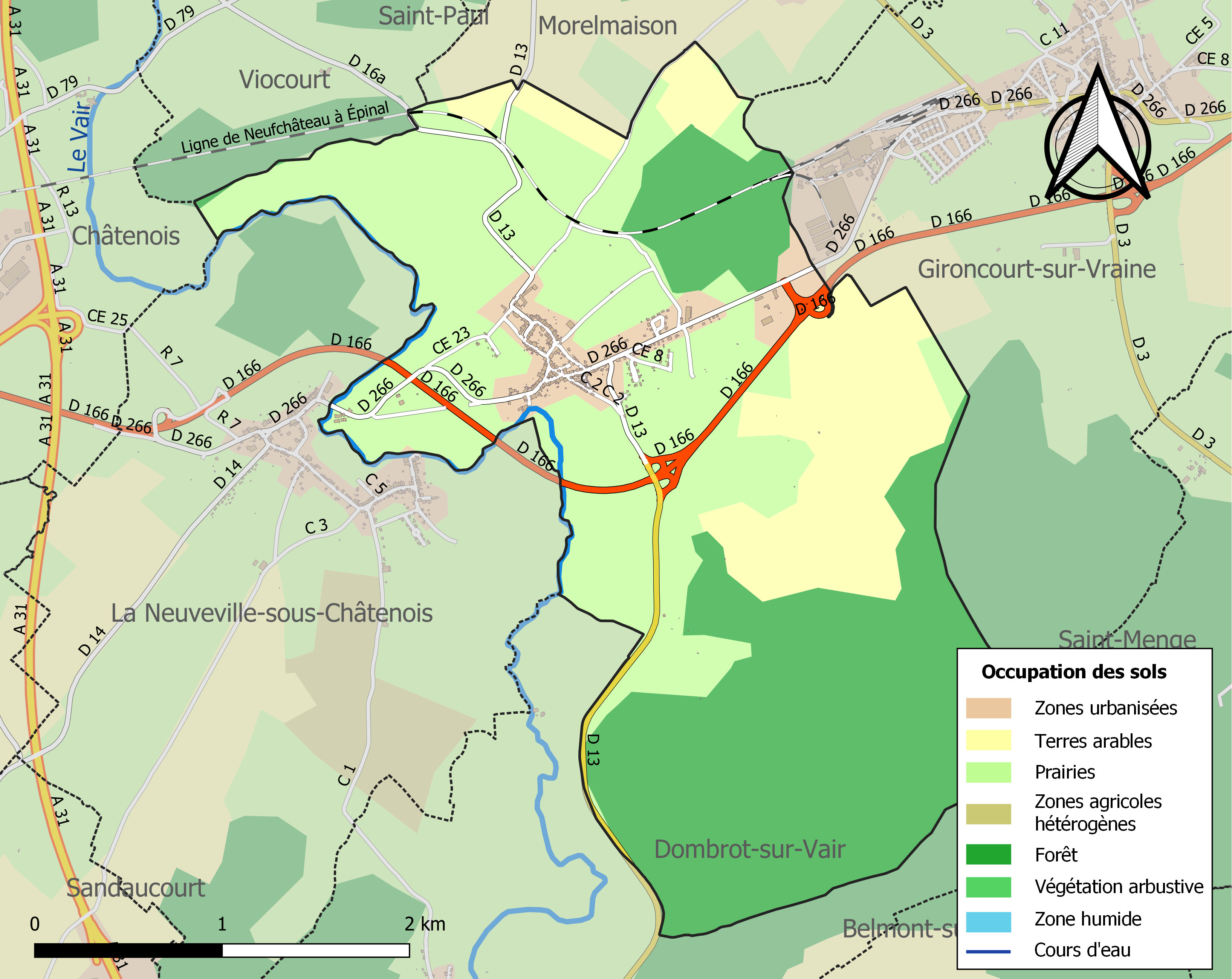
Carte des infrastructures et de l'occupation des sols de la commune en 2018 (CLC).

### Voies de communications et transports

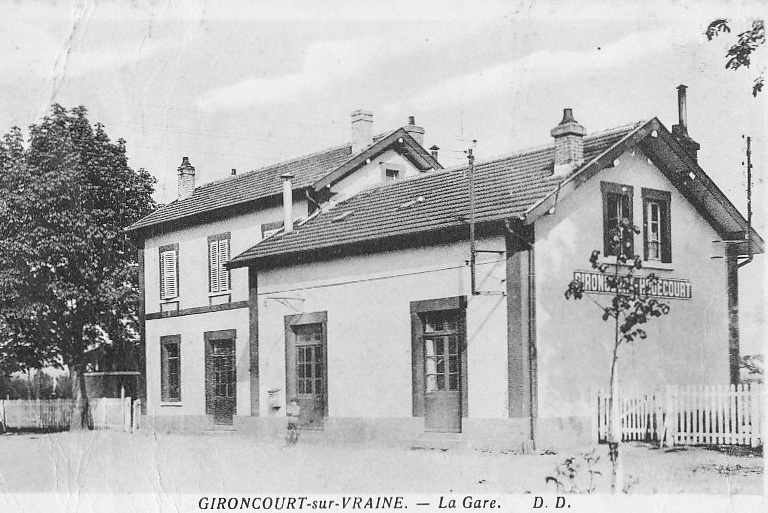
Ancienne gare de Gironcourt-Houécourt. Carte postale du début des années 1900

#### Voies routières
- L’autoroute A31 (aussi appelée autoroute de Lorraine-Bourgogne) : Échangeurs Bulgnéville, Châtenois.

#### Transports en commun
- Fluo Grand Est.

#### Lignes SNCF
- Gare de Vittel.
- Gare de Contrexéville.
- Gare de Neufchâteau.

## Toponymie
Le nom de la localité est attesté sous les formes Warhericurte (877) ; Guanere curtem (1105) ; De Wahericurte (avant 1124) ; Ecclesiam de Wahecurt (1145) ; Vahecourt (1179) ; ?Wuecurt (XIIe siècle) ; Vaihecurt (1204) ; Wehecourt (1245) ; Woyhecourt (1321) ; Waheicourt (1343) ; Wohiecourt (1343) ; Vouhecourt (1386) ; Vuhecourt (1386) ; Vohecuria, Hohecuria (1402) ; Vouheicourt (1419) ; Hoeycourt, Howecourt, Howeycourt, Hoecourt, Hoelcourt (1426) ; Wouhecourt (1441) ; Houecourt (1449) ; Houeicourt (1455) ; Howeicourt, Houuecourt (1459) ; Wouheycourt (1465) ; Houueicourt (1472) ; Heuuecourt (1495) ; Howecourt (1506) ; Houelcourt (1577) ; Honnecour (1656) ; Hovecourt (XVIIe siècle) ; Houvecourt (1737) ; Houécourt, par corruption Voüécourt (1753) ; Houecuria (1768).

w- a été prononcé ou- et écrit Hou-.

Son nom terminé en -court serait le « chef-lieu » du domaine primitif, « l'habitation du maître ».

## Histoire
La seigneurie de Houécourt fut érigée en comté le 20 janvier 1719 et en marquisat le 21 mars 1721. Houécourt appartenait au bailliage de Neufchâteau. La Famille de Ligniville a longtemps possédé la terre de Houécourt et plusieurs membres de cette famille y furent enterrés. Le duc de Choiseul, pair de France et maire du village, y fut également inhumé après son décès à Paris en 1838.
Au spirituel, la paroisse de Houécourt dépendait de l’abbé de Saint-Mihiel, qui y exerçait le droit de patronage et percevait les deux tiers des dîmes, l’autre tiers étant au curé.
13 juin 1940 Châtenois, Gironcourt, Houecourt sont mitraillés par l’aviation allemande.

## Politique et administration
| Période                                  | Période                       | Identité                    | Étiquette | Qualité                                                                      |
| ---------------------------------------- | ----------------------------- | --------------------------- | --------- | ---------------------------------------------------------------------------- |
| Les données manquantes sont à compléter. |                               |                             |           |                                                                              |
| 1963                                     | mars 1989                     | André Petitjean (1921-2009) |           | Meunier, né à Abainville                                                     |
| mars 1989                                | En cours (au 18 février 2015) | Christian Prévôt            | PS        | Retraité de la verrerie de Gironcourt Président de la Communauté de communes |

### Budget et fiscalité 2022

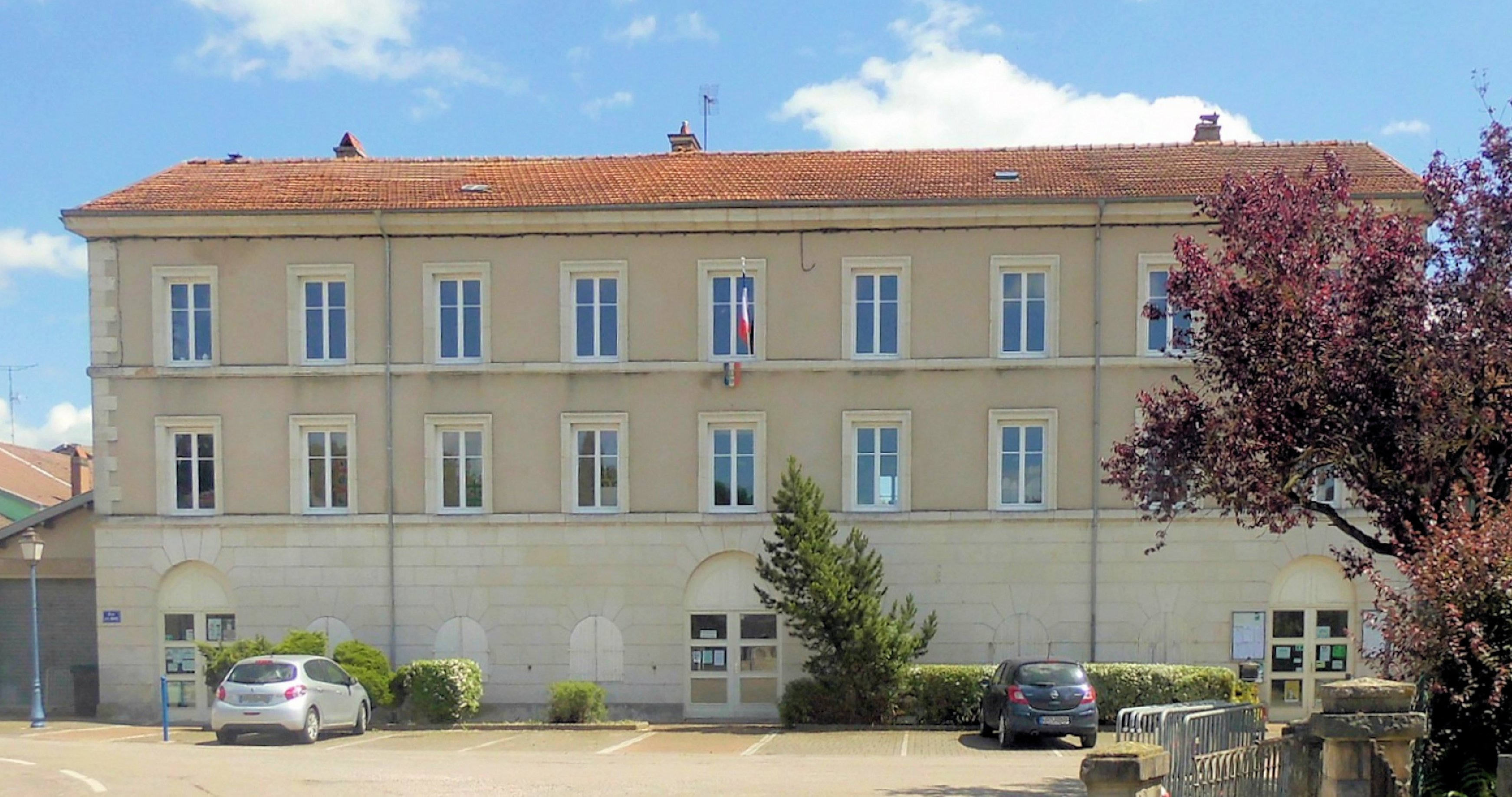
La mairie-école.

En 2022, le budget de la commune était constitué ainsi :
- total des produits de fonctionnement : 408 000 €, soit 901 € par habitant ;
- total des charges de fonctionnement : 259 000 €, soit 571 € par habitant ;
- total des ressources d'investissement : 223 000 €, soit 493 € par habitant ;
- total des emplois d'investissement : 139 000 €, soit 306 € par habitant ;
- endettement : 123 000 €, soit 271 € par habitant.

Avec les taux de fiscalité suivants :
- taxe d'habitation : 17,69 % ;
- taxe foncière sur les propriétés bâties : 35,89 % ;
- taxe foncière sur les propriétés non bâties : 15,81 % ;
- taxe additionnelle à la taxe foncière sur les propriétés non bâties : 38,75 % ;
- cotisation foncière des entreprises : 15,71 %.

Chiffres clés Revenus et pauvreté des ménages en 2021 : médiane en 2021 du revenu disponible, par unité de consommation : 22 740 €.

## Population et société

### Démographie

#### Évolution démographique
L'évolution du nombre d'habitants est connue à travers les recensements de la population effectués dans la commune depuis 1793. Pour les communes de moins de 10 000 habitants, une enquête de recensement portant sur toute la population est réalisée tous les cinq ans, les populations de référence des années intermédiaires étant quant à elles estimées par interpolation ou extrapolation. Pour la commune, le premier recensement exhaustif entrant dans le cadre du nouveau dispositif a été réalisé en 2004.

En 2022, la commune comptait 424 habitants, en évolution de −3,64 % par rapport à 2016 (Vosges : −2,96 %, France hors Mayotte : +2,11 %).
| 1793 | 1800 | 1806 | 1821 | 1831 | 1836 | 1841 | 1846 | 1856 |
| ---- | ---- | ---- | ---- | ---- | ---- | ---- | ---- | ---- |
| 560  | 696  | 759  | 811  | 827  | 821  | 794  | 808  | 696  |

| 1861 | 1866 | 1876 | 1881 | 1886 | 1891 | 1896 | 1901 | 1906 |
| ---- | ---- | ---- | ---- | ---- | ---- | ---- | ---- | ---- |
| 703  | 664  | 625  | 636  | 568  | 520  | 497  | 513  | 570  |

| 1911 | 1921 | 1926 | 1931 | 1936 | 1946 | 1954 | 1962 | 1968 |
| ---- | ---- | ---- | ---- | ---- | ---- | ---- | ---- | ---- |
| 594  | 525  | 554  | 580  | 565  | 507  | 458  | 485  | 488  |

| 1975 | 1982 | 1990 | 1999 | 2004 | 2006 | 2009 | 2014 | 2019 |
| ---- | ---- | ---- | ---- | ---- | ---- | ---- | ---- | ---- |
| 474  | 418  | 365  | 386  | 416  | 430  | 435  | 433  | 441  |

| 2022 | - | - | - | - | - | - | - | - |
| ---- | - | - | - | - | - | - | - | - |
| 424  | - | - | - | - | - | - | - | - |

### Enseignement
Établissements d'enseignements :
- Écoles maternelles et primaires à Houécourt, La Neuveville-sous-Châtenois, Gironcourt-sur-Vraine, Dombrot-sur-Vair, Châtenois, Saint-Remimont.
- Collèges à Châtenois, Mandres-sur-Vair, Vittel, Contrexéville, Neufchâteau.
- Lycées à Mandres-sur-Vair, Contrexéville, Neufchâteau, Mirecourt.

### Santé
Professionnels et établissements de santé :
- Médecins à Gironcourt-sur-Vraine, Châtenois, Vicherey, Bulgnéville, Vittel, Contrexéville, Remoncourt.
- Pharmacies à Gironcourt-sur-Vraine, Châtenois, Vicherey, Bulgnéville, Vittel, Contrexéville, Remoncourt.
- Hôpitaux à Vittel, Neufchâteau, Mirecourt, Mattaincourt.

### Cultes
- Culte catholique, Paroisse Saint-Jean-Baptiste-au-Pays-de-Châtenois[30], Diocèse de Saint-Dié.

## Économie

### Entreprises et commerces

#### Agriculture
- Culture et élevage associés.
- Élevage de chevaux et d'autres équidés.
- Élevage d'ovins et de caprins.
- Exploitation forestière.

#### Tourisme
- Hébergement et restauration à Gironcourt-sur-Vraine, Saint-Paul, Châtenois, Vittel, Rouvres-en Xaintoix, Bulgnéville.

#### Commerces
- Commerces et services de proximité.

## Culture locale et patrimoine

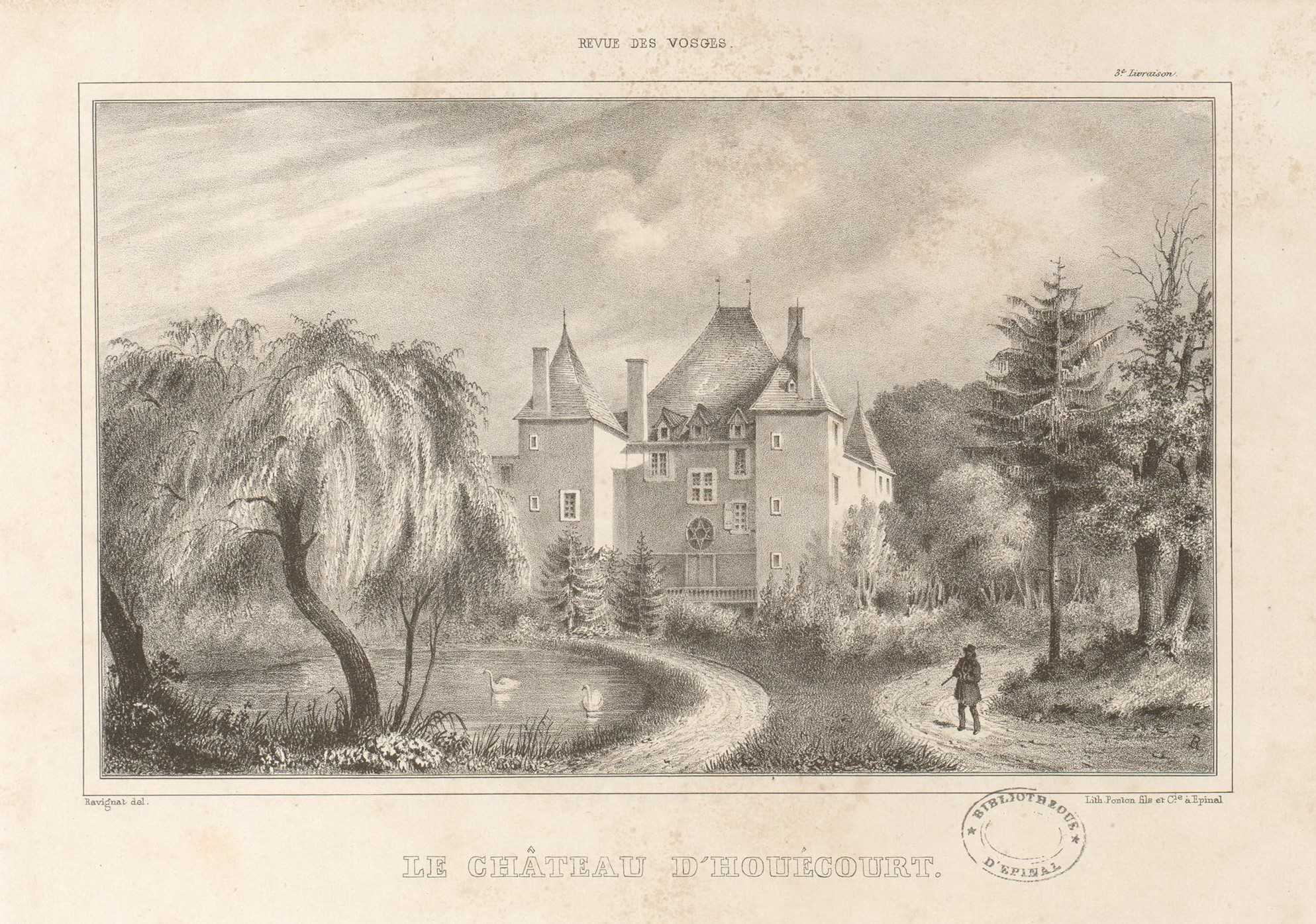
Le château d'Houécourt.

### Lieux et monuments
- Château d'Houécourt (détruit)[31],[32],[33].
- L'église Saint-Quentin[34], restaurée avec le soutien de la Fondation La Sauvegarde de l'art français.

Statue Vierge à l'Enfant.
Tableau : Sainte Famille (la).
Tableau la Vierge entourée de ses parents.
- Monument aux morts : Morts au champ d’honneur 1870-1871[38].
- Lavoir Saint Quentin, restauré avec le soutien de la Fondation du patrimoine[39],[40],[41].

Fontaine
- Patrimoine architectural rural recensé par le service régional de l'Inventaire général du patrimoine culturel.

Maisons, fermes, maisons d'ouvrier, édifices agricoles de la commune.
Ensemble de deux girouettes.

### Personnalités liées à la commune
- Claude-Antoine-Gabriel de Choiseul (1760-1838), pair de France, maire d'Houécourt.
- La Famille Claudot, originaire de Houécourt, a donné de nombreux luthiers et archetiers dans diverses spécialité comme les contrebasses[45].

### Héraldique, logotype et devise
| Blason | Blasonnement : D’azur à la bande d’or, au lambel à trois pendants de gueules brochant sur le tout. Commentaires : Ce sont les armes de la famille d’Houécourt, d’ancienne chevalerie, qui a donné son nom à la commune,. |

## Pour approfondir